# Parohetus
Parohetus (lat. Parochetus), biljni rod iz porodice mahunarki čije su vrste autohtone u Aziji i tropskoj Africi. 
Azijska vrsta je polugrm, puzeća vazdazelena trajnica, trolisna poput djeteline. Sjemenke P. communis formiraju se unutar mahuna. Afrička vrsta je puzajuća ležeća biljka koja tvori pokrivač tla. Stabljike su vitke, ukorijenjene u čvorovima, bez gomolja, gole do rijetko dlakave. Listovi prstasto trolistni.

## Vrste
1. Parochetus africanus Polhill
2. Parochetus communis Buch.-Ham. ex D.Don